# Amaro
Amaro (tiếng Friulia: Damâr) là một đô thị ở tỉnh Udine trong vùng Friuli-Venezia Giulia thuộc Ý, có cự ly khoảng 100 km về phía tây bắc của Trieste và khoảng 35 km về phía tây bắc của Udine. Tại thời điểm ngày 31 tháng 12 năm 2004, đô thị này có dân số 822 người và diện tích là 33,2 km².
Amaro giáp các đô thị: Cavazzo Carnico, Moggio Udinese, Tolmezzo, Venzone.